# Football Club Forlì 2011-2012
Questa voce raccoglie le informazioni riguardanti il Football Club Forlì Dilettantistica nelle competizioni ufficiali della stagione 2011-2012.

## Stagione
Il Forlì ha preso parte al campionato nazionale dilettanti di Serie D 2011-2012, girone D, vincendo il suo girone con 80 punti e ottenendo la promozione in Lega Pro Seconda Divisione. Il campionato è stato particolarmente competitivo, con un duello contro l'Este, giunto secondo con 75 punti, ma penalizzati di 2 punti.
Il campionato prevedeva la promozione in Lega Pro Seconda Divisione per la prima classificata di ogni girone, le quali avevano poi anche il diritto di partecipare alla fase finale per la conquista del titolo di Campione Nazionale Dilettanti. La fase finale ha previsto tre gironi da tre squadre ciascuno, seguiti da due semifinali e una finale, che ha visto il Venezia laurearsi campione d'Italia. Il Football Club Forlì è uscito al primo turno classificandosi 2º nel suo girone.
Capocannoniere della squadra forlivese è stato il romeno Sebastian Petrascu con 27 reti, per la prima volta un calciatore del Forlì ha vinto la classifica cannonieri di girone. Da segnalare che, con 72 reti, il Forlì è stata la squadra con il miglior attacco del girone D.

## Divise e sponsor
Il fornitore ufficiale di materiale tecnico per la stagione 2011-2012 è stato Sportika, mentre lo sponsor ufficiale è stato  AT.ED.2.
| 1ª divisa | 2ª divisa |

## Organigramma societario
Dirigenti e Tecnici
- Presidente: Conficconi Romano
- Vice Presidente: Castellucci Pellegrino
- Direttore Sportivo: Cangini Sandro
- Team Manager: Cortesi Giancarlo
- Responsabile Amministrativo: Bertaccini Michele
- Responsabile Tecnico: Trevi Claudia
- Addetto Stampa: Pardolesi Franco
- Responsabile Marketing: Pedroni Lorenzo

- Accompagnatore Ufficiale: Spada Paolo
- Collaboratore Tecnico: Balzani Raniero
- Allenatore: Bardi Attilio
- Preparatore Portieri: Chiadini Matteo
- Preparatore Atletico: Cortini Christian
- Medico Sociale: Simoncelli Dr. Siro
- Massaggiatore: Brunelli Roberto
- Massaggiatore: Boattini Lorenzo

## Rosa
| N. |                   | Ruolo | Calciatore              |
| -- | ----------------- | ----- | ----------------------- |
|    | Italia (bandiera) | P     | Nunziata Luca           |
|    | Italia (bandiera) | P     | Casadei Riccardo        |
|    | Italia (bandiera) | P     | Ticchi Alessandro       |
|    | Italia (bandiera) | D     | Richard Vanigli         |
|    | Italia (bandiera) | D     | Ghetti Guido            |
|    | Italia (bandiera) | D     | Giorgi Mirco            |
|    | Italia (bandiera) | D     | Orlando Giuseppe        |
|    | Italia (bandiera) | D     | Babini Simone           |
|    | Italia (bandiera) | D     | Martini Andrea          |
|    | Italia (bandiera) | D     | Moritti Daniele         |
|    | Italia (bandiera) | C     | Ceramicola Andrea       |
|    | Italia (bandiera) | C     | Sampaolesi Massimiliano |
|    | Italia (bandiera) | C     | Balestra Enrico         |
|    | Italia (bandiera) | C     | Panzavolta Nicola       |

| N. |                    | Ruolo | Calciatore             |
| -- | ------------------ | ----- | ---------------------- |
|    | Italia (bandiera)  | C     | Torelli Francesco      |
|    | Italia (bandiera)  | C     | Mordini Daniele        |
|    | Italia (bandiera)  | C     | Sozzi Marco            |
|    | Italia (bandiera)  | C     | Cangini Alessio        |
|    | Italia (bandiera)  | C     | Evangelisti Alessandro |
|    | Italia (bandiera)  | C     | Bergamaschi Luca       |
|    | Italia (bandiera)  | C     | Mazzoli Manuel         |
|    | Italia (bandiera)  | C     | Semeraro Umberto       |
|    | Italia (bandiera)  | A     | Pezzi Alessandro       |
|    | Romania (bandiera) | A     | Sebastian Petrașcu     |
|    | Italia (bandiera)  | A     | Belluzzi Andrea        |
|    | Italia (bandiera)  | A     | Gori Nicolò            |
|    | Italia (bandiera)  | A     | Grimellini Lorenzo     |
|    | Italia (bandiera)  | A     | Melandri Daniele       |

## Risultati

### Serie D

#### Poule scudetto
| 13 maggio 2012 Turno preliminare - Giornata 1 | Forlì | 2 – 3 | Teramo |  |

| 16 maggio 2012 Turno preliminare - Giornata 2 | Pontedera | 3 – 4 | Forlì |  |